# أفيميكو بولولو
أفيميكو بولولو (23 مارس 1999 بلواندا في أنغولا - ) هو لاعب كرة قدم سويسري في مركز الهجوم.

## روابط خارجية
- أفيميكو بولولو على موقع قاعدة بيانات كرة القدم.إي يو (الإنجليزية)
- أفيميكو بولولو على موقع ليكيب (الفرنسية)
- أفيميكو بولولو على موقع Soccerway.com (الإنجليزية)
- أفيميكو بولولو على موقع عالم كرة القدم.نت (الإنجليزية)